# Thích Kế Quang
Thích Kế Quang (12 tháng 11, 1528 - 17 tháng 1, 1588 ), tự Nguyên Kính (元敬), tên hiệu là Nam Đường (南塘) và Mạnh Chư (孟諸), thụy hiệu Võ Nghị (武毅), người tỉnh Sơn Đông, miền Bắc Trung Quốc là một võ tướng Trung Quốc. Ông nổi tiếng lãnh đạo quân nhà Minh phòng thủ các vùng bờ biển phía Đông Trung Quốc từ các cuộc tập kích của người Oa khấu vào thế kỷ XVI và là một anh hùng quốc gia trong văn hóa Trung Quốc. Sau khi Trương Cư Chính qua đời, Thích Kế Quang liên tục bị đàn hặc, cáo quan về quê, vãn cảnh thê lương. Ông là tác giả của các cuốn sách Kỷ hiệu tân thư (紀效新書) và Luyện binh thực ký (練兵實記) mô tả chi tiết kinh nghiệm chiến đấu và hành quân trong sự nghiệp của ông.

## Tiểu sử
Thích Kế Quang sinh ra trong gia tộc có truyền thống binh nghiệp. Tổ tiên đời thứ 6 là Thích Tường, người huyện Định Viễn (定遠縣), tỉnh An Huy, đi theo Chu Nguyên Chương tác chiến, năm 1382 ông qua đời tại Vân Nam, truyền lại việc thế tập chức Sơn Đông Đăng Châu vệ chỉ huy Thiêm sự. Cha của Thích Kế Quang đã tập tước chức vụ này, năm 1528 Thích Kế Quang ra đời khi người cha đã 55 tuổi. Năm 1535, cha của Thích Kế Quang được thăng chức Kinh sư Thần cơ doanh. Sau này, em trai của Thích Kế Quang cũng tòng quân, năm 1582 nhậm chức tổng binh Quý Châu.:307、311

## Sự nghiệp
Thích Kế Quang đã viết nhiều tác phẩm võ học đồ sộ, thuộc hạ của ông là Du Đại Du cũng là một võ thuật gia nổi tiếng thời đó, các binh sĩ do Thích Kế Quang huấn luyện có thể đánh một chọi mười, được coi là đội binh có sức chiến đấu mãnh liệt nhất trong lịch sử Trung Quốc.
Thích Kế Quang rất thành thạo các kỹ thuật sử dụng côn, đao, thương, xiên, bừa, kiếm, kích, cung, tên, lá chắn, tuy nhiên ông vẫn rất xem trọng quyền pháp. Ông cho rằng quyền pháp mặc dù không có nhiều tác dụng trong thực chiến, nhưng có thể rèn luyện cho chân tay nhanh nhẹn, thân thể thuần thục, do vậy quyền là nguồn gốc của võ nghệ, là điều mà mọi người mới học võ đều phải luyện qua. Do vậy ông đã luyện võ từ những động tác đơn giản nhất, đơn điệu nhất, tập trung vào từng chiêu một, tối kị theo đuổi những chiêu thức cao siêu.
Theo sử sách ghi chép, khi ông luyện quyền "thân pháp đơn giản, thủ pháp thuận tiện, cước pháp nhẹ nhàng, thối pháp bốc cao", đạt đến cảnh giới cao siêu "mọi thế đều thành, chiến thắng mọi kẻ địch", động tác của ông tinh xảo khó lường, uyển chuyển nhanh nhẹn. Thích Kế Quang không đồng tình với việc gia truyền kế tục, mà căn cứ vào tố chất, điều kiện, thiên chất, khí chất để thu nạp những người tài từ các gia phái khác. Về quyền thuật ông tham khảo trường quyền 32 thức của Tống Thái Tổ, lục bộ quyền, hầu quyền và hành quyền 72 thức của Ôn gia, 36 thức khóa, 24 thức thám mã, 8 thức lật mình, v.v.. Đồng thời ông cũng dung hợp chiêu pháp của các phái, ví dụ như vào những năm Gia Tĩnh tại Sơn Đông ông đã học được thối pháp độc đáo của Lý Bán Thiên, nã pháp của Ưng Trảo Vương, điệt pháp của Thiên Điệt Trương, đả pháp của Trương Bá Kính. Với mong muốn hoàn thiện quyền pháp, Thích Kế Quang đã đi hàng trăm dặm vào núi sâu để bái một vị cao tăng làm sư, mong được học quyền thuật. Cuối cùng, Thích Kế Quang với sự kiên trì nhẫn nại, trí tuệ uyên bác đã tạo nên một bộ quyền pháp hoàn chỉnh có giá trị thực dụng. Ông đã kết hợp các công pháp tay, khuỷu tay, đầu gối, hông, chân, kết hợp năm loại quyền thuật đè, đánh, ngã, nắm, đá thành "Thích gia quyền" với phong cách đặc biệt.
Thích Kế Quang không chỉ tinh thông quyền thuật, ông cũng nghiên cứu sâu về thương pháp và côn pháp. Thương pháp của ông là tổ truyền, vào thời đó đã rất có danh tiếng. Nhưng Thích Kế Quang vẫn không thỏa mãn, ông đã có bước đột phá mới trong thương pháp. Ông đã xin được học danh gia Đường Thuận Chi, được Đường Thuận Chi chỉ dạy, ông cải tiến thương pháp mà mình đã luyện, giúp nó càng hoàn thiện hơn. Ông được công nhận là thương thủ hàng đầu. Khi đó, tướng triều Minh Du Đại Du tinh thông côn pháp, có tiếng nói trong quân lính, Thích Kế Quang liền tranh thủ thời gian học tập ông. Do ông có nền tảng võ thuật chắc chắn nên tiến bộ rất nhanh, sau đó khi quân doanh tổ chức thi đấu, Thích Kế Quang và Du Đại Du cùng tỉ thí côn pháp, không ngờ rằng Thích Kế Quang còn thắng cả thầy. Thích Kế Quang là người có tư chất thông minh, ông còn học cả côn pháp điên của Thiếu lâm, côn pháp Thanh phong, côn pháp Dương thị, côn pháp Ba cung quyền v.v.., giúp cho võ thuật thương côn của ông càng thêm hoàn hảo.
Thích Kế Quang không chỉ tinh thâm võ thuật Trung Quốc, ông cũng không bỏ qua võ thuật đối kháng của các vùng khác. Trong khi giao chiến với giặc Oa (quân Nhật Bản), ông phát hiện cây kiếm Nhật mà họ sử dụng rất có giá trị trong thực chiến.
Trong một lần tác chiến, Thích Kế Quang thu được một quyển "Kiếm cổ Nhật Bản", trong đó có một phần thực hành trường đao của Nhật, ông lại từ đó mà chế tác thêm, tạo ra "đao pháp Tân dậu". Đao pháp này đã kết hợp những tinh hoa trong đao pháp của Trung Quốc và Nhật Bản thành một thể thống nhất, lại phối hợp với trường đao Nhật Bản trong phòng vệ, đạt đến uy lực vô song. Ngoài ra, để phá vỡ trường đao của Nhật Bản, Thích Kế Quang dùng một loại trúc xoa (gậy trúc có chạc) dùng phơi quần áo trong dân gian để làm binh khí, chuyên phá trường đao của Nhật Bản. Vì trúc xoa có nhiều chạc, có thể tiếp cận cách quân địch sáu, bảy bước, quân địch sợ bị trúc xoa đâm vào mắt nên không dám đến gần. Nếu quân địch rút dao xông đến, có thể dùng trúc xoa đón đầu chống lại. Khi đao chặt vào trúc xoa, nó liền bị dắt lại trong gậy trúc xoa, không thể rút ra được, đầu gậy rất sắc, khi thừa cơ đâm tới, quân địch cầm chắc phần thua. Sau đó quân của Thích gia đã sử dụng phương pháp này một cách rộng rãi, chặn được đao của quân Oa, giành thắng lợi lớn.
Trong thời gian rong ruổi trên ngựa chiến, Thích Kế Quang đã viết cuốn sách về võ thuật "Kỷ hiệu tân thư". Trong số các tài liệu về võ thuật vào thời kỳ đầu của Trung Quốc, cuốn sách này vô cùng trân quý. Với nội dung phong phú, cuốn sách là tập hợp những nghiên cứu võ thuật rất tinh thâm của ông, là sự kết hợp hài hòa giữa kỹ thuật đối kháng trong chiến đấu và các quyền thuật để tăng cường sức khỏe trong cuộc sống. Sau "Kỷ hiệu tân thư" ông còn viết tiếp cuốn "Luyện binh kỷ thực", cuốn sách có ý nghĩa rất lớn trong huấn luyện bộ đội biên phòng và chiến tranh chống quân xâm lực thời đó.
Sau khi dẹp yên giặc Oa ở Phúc Kiến, Chiết Giang, Thích Kế Quang lại bị điều về Kế Môn ở phía Bắc, đảm nhận trọng trách bảo vệ cho kinh thành. Năm 1587, Thích Kế Quang qua đời vì bệnh tại quê hương.